# Myzocallis komareki
Myzocallis komareki är en insektsart. Myzocallis komareki ingår i släktet Myzocallis och familjen långrörsbladlöss. Inga underarter finns listade i Catalogue of Life.